# Davidsen A/S
Davidsen A/S er en dansk trælast og byggemarkedskæde, der sælger til både private og erhverv. Davidsen blev grundlagt i 1944 af Christian Davidsen i Sommersted i Sønderjylland og har i dag 23 afdelinger fordelt over hele landet. Virksomhedens hovedkontor ligger i Vojens. Davidsens A/S er en del af Davidsen Koncernen, som er 90% ejet af finske Kesko.
I 2019 opkøbte virksomheden byggemarkedskæden Optimera, hvorved Davidsen blev landsdækkende, da den tidligere kun havde haft afdelinger i Jylland og Fyn.
Med en omsætning på 2,5 mia. kr. om året efter opkøbet af Optimera er Davidsens Tømmerhandel Danmarks tredjestørste trælast- og byggemarkedskæde.[kilde mangler] Davidsen har cirka 1100 ansatte (2021).
Administrerende direktør er Henrik Clausen, og bestyrelsesformand er Povl Davidsen, der i 1969 overtog den familieejede virksomhed som led i et generationsskifte. 
I bestyrelsen sidder udover Povl Davidsen sønnerne Jens og Søren Davidsen, Christian Cordsen Nielsen og Carl Bladt Hansen. 
Selskabet er  hovedsponsor i Sønderjyske Elitesport A/S.